# Cône de révolution
Le terme de  cône circulaire droit ou cône de révolution s'applique à deux types d'objets mathématiques : une surface et un solide
- comme surface, il s'agit de la surface engendrée par la révolution d'une droite sécante à un axe fixe autour de ce dernier. Il s'agit d'un cas particulier de cône. Les coniques forment une famille très utilisée de courbes planes algébriques résultant de l'intersection d'un plan avec un cône de révolution.
- comme solide, il s'agit du solide de révolution engendré par la rotation d'un triangle rectangle autour d'un des côtés de l'angle droit. Le solide délimité par un  tel cône et deux plans perpendiculaires à son axe de révolution est appelé un tronc de cône.

## Équations et paramétrisation de la surface de révolution

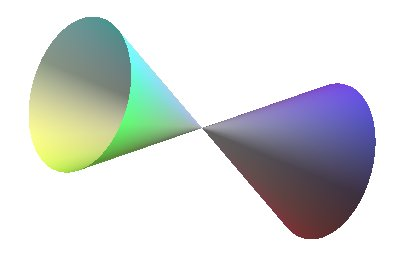
Section d'un cône de révolution limitée par deux plans perpendiculaires à son axe situés de part et d'autre de son sommet.

Dans un repère orthonormé de l'espace, le cône engendré par la rotation d'une droite passant par O autour de l'axe (Oz) est l'ensemble des points de coordonnées cylindriques {\displaystyle (\rho ,\theta ,z)} vérifiant l'équation :  
où {\displaystyle \phi } est l'angle entre la droite et l'axe (demi-angle au sommet du cône).
On en déduit l'équation en coordonnées cartésiennes {\displaystyle (x,y,z)} :
Ainsi que la paramétrisation : {\displaystyle \qquad {\begin{cases}x=u\cos v\\y=u\sin v\\z=u\cot \phi \end{cases}}\quad }.

## Propriétés  associées au solide de révolution

### Aire et volume d'un cône solide
Aire latérale et volume du cône solide (tronc de cône délimité par un demi cône et un plan à une distance h du sommet, coupant le cône suivant un cercle de rayon r) :
{\displaystyle A=\pi rR=\pi r{\sqrt {r^{2}+h^{2}}}}
{\displaystyle V={\frac {1}{3}}\pi r^{2}h.}

### Aire latérale et volume d'un tronc de cône

Tronc de cône de hauteur h, d'apothème s. Les bases parallèles sont des cercles de rayons et.

Dans le cas général, si les deux plans, distants de h coupent le cône suivant deux cercles de rayon r1 et r2, l'aire latérale et le volume valent  :
{\displaystyle A=\pi (r_{1}+r_{2}){\sqrt {(r_{1}-r_{2})^{2}+h^{2}}}=\pi (r_{1}+r_{2})s}
{\displaystyle V={\frac {1}{3}}\pi (r_{1}^{2}+r_{1}r_{2}+r_{2}^{2})h.}

### Relations entre le tronc de cône et son patron

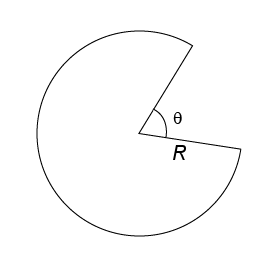
Secteur circulaire de rayon R et d'angle rentrant θ.

La surface latérale d'un tronc de cône de hauteur h et de rayon de base r a pour patron plan un disque de rayon R dans lequel on a découpé un secteur d'angle {\displaystyle \theta }.
La relation entre R, r et {\displaystyle \theta } est alors : {\displaystyle {\frac {R}{r}}={\frac {2\pi }{2\pi -\theta }}}.  En éliminant r entre cette relation et {\displaystyle R^{2}=r^{2}+h^{2}}, on obtient : {\displaystyle h=R{\sqrt {{\frac {\theta }{2\pi }}\left(2-{\frac {\theta }{2\pi }}\right)}}}.
La relation entre {\displaystyle \theta } et {\displaystyle \phi } est : {\displaystyle \theta =2\pi (1-\sin \phi )}.

### Tronc de cône de volume maximal pour un rayon de patron donné
Partant de la formule {\displaystyle V={\frac {\pi }{3}}(R^{2}-h^{2})h}, on obtient que le volume maximal à R fixé est obtenu pour {\displaystyle h=R/{\sqrt {3}}} .
Le volume maximal vaut donc {\displaystyle {\frac {2\pi }{27}}{\sqrt {3}}R^{3}}, et le demi-angle au sommet, {\displaystyle \phi =\arctan {({\sqrt {2}})}\approx 54^{\circ }44'} est l'angle dit « magique » (voir la suite A195696  de l'OEIS) ; l'angle au centre du secteur de disque est {\displaystyle \theta =2\pi \left(1-{\sqrt {\frac {2}{3}}}\right)\approx 66^{\circ }4'}.

### Tronc de cône de volume maximal pour une aire latérale donnée
Partant de la formule {\displaystyle V={\frac {r}{3}}{\sqrt {A^{2}-\pi ^{2}r^{4}}}}, on obtient que le volume maximal à A fixé est obtenu pour {\displaystyle h=r{\sqrt {2}}} , soit pour {\displaystyle \phi =\arctan {(1/{\sqrt {2}})}\approx 35^{\circ }16'}, complémentaire de l'angle magique précédent (voir la suite A195695 de l'OEIS) ; l'angle au centre du secteur de disque est alors {\displaystyle \theta =2\pi \left(1-{\frac {1}{\sqrt {3}}}\right)\approx 152^{\circ }9'}. 